# Vestini

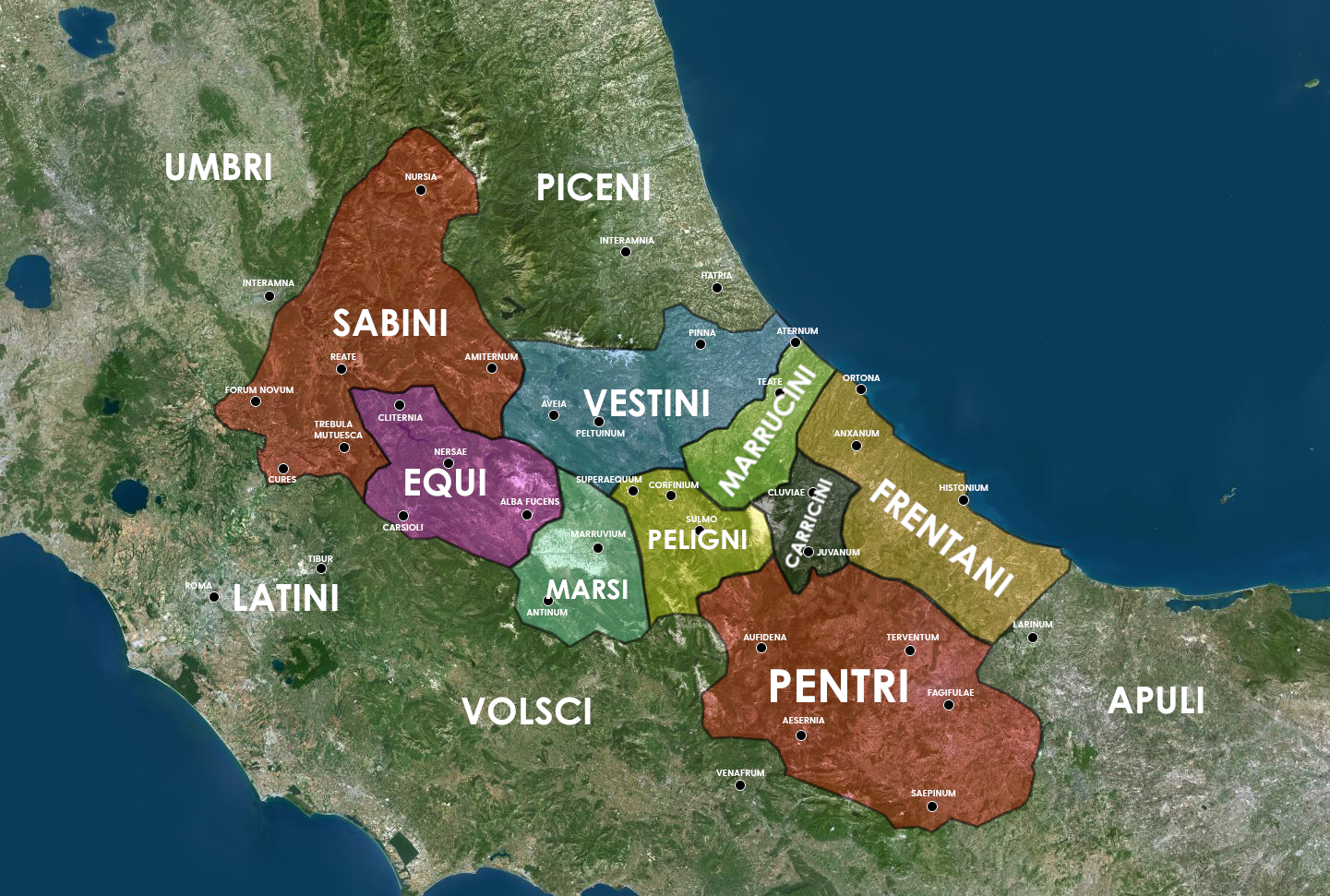
I popoli italici stanziati in Abruzzo e Molise

I Vestini ([vesˈtini]; in latino "Vestīni") erano un popolo italico di lingua osco-umbra, stanziato in una vasta zona che dall'Altopiano delle Rocche e la valle dell'Aterno si estendeva sino al mare Adriatico all'altezza di Penne, includendo Città Sant'Angelo e Pescara, di cui controllavano il porto. Entrati in conflitto con la Repubblica romana alla fine del IV secolo a.C., presto furono indotti dall'evidente supremazia dell'Esercito Romano a unirsi in alleanza con Roma, accettando una condizione di chiara subordinazione. Conservarono a lungo un certo margine di autonomia interna fino a quando, nel I secolo a.C., l'estensione a tutti gli Italici della cittadinanza romana, decisa in seguito alla Guerra Sociale alla quale avevano preso parte anche i Vestini, accelerò il processo di romanizzazione del popolo, che fu progressivamente inquadrato nelle strutture politico-amministrative di Roma.

## Etnonimo
Il nome "Vestini" è certamente derivato da quello di una divinità; due sono tuttavia le ipotesi sull'identificazione concreta di tale dio. Può infatti trattarsi tanto di Vesta, dea del focolare e della casa molto venerata dalle popolazioni italiche e anche dai Romani, quanto del dio umbro Vestico, il "dio-libagione".
Secondo alcuni il nome Vestini sarebbe formato dalle voci simili al celtico "Ves" che significa fiume o acqua e da "Tin" che significa paese indicando in tal modo un "paese delle acque", visto che il territorio occupato dai Vestini era particolarmente ricco di corsi d'acqua e sorgenti.

## Storia

### Le origini e il territorio

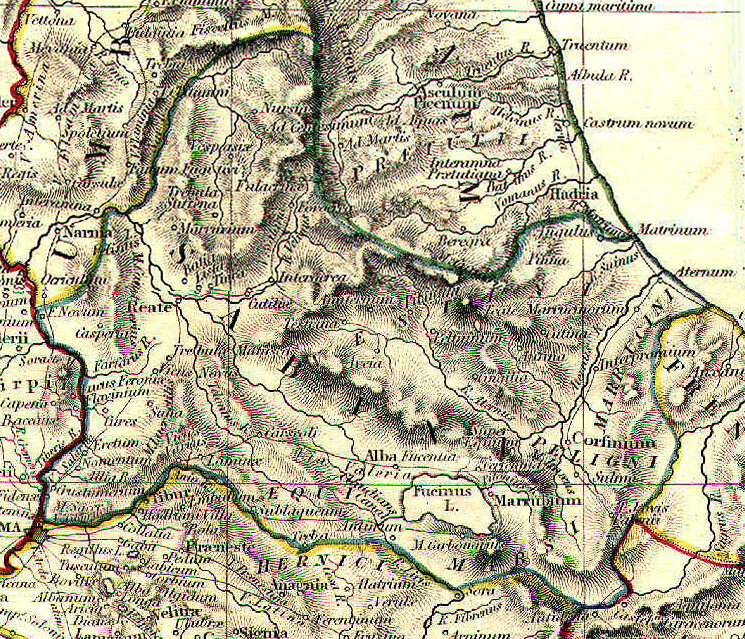
La Sabina secondo l'Historical Atlas: i Vestini erano stanziati nell'area nord-orientale della regione, tra l'alta valle dell'Aterno e il Mar Adriatico

#### La vecchia opinione sulle origini
Genti osco-umbre penetrarono in Italia nella seconda metà del II millennio a.C., probabilmente intorno al XII secolo a.C.. Non è noto il momento esatto in cui genti di lingua osco-umbra si stabilirono nell'area dell'alto-medio Aterno; il gruppo che sarebbe emerso storicamente come Vestini raggiunse la regione, secondo recenti studi archeologici, provenendo dalla Sabina. Due le possibili vie percorse dalla penetrazione italica: una, meno agevole ma più prossima alle tradizioni tramandate dalla storiografia antica, procedeva dalla conca di Rieti; l'altra, meno attestata ma più facile, si snodava attraverso il bacino della Nera, più a nord. In seguito a una migrazione, i Vestini si sarebbero poi spinti fino alla piana di Navelli, nel versante occidentale del Gran Sasso. Tra l'XI e l'VIII secolo a.C. sorsero i primi stanziamenti vestini nella valle dell'Aterno; al loro apparire alla luce della storia i Vestini risultano contornare il Gran Sasso e spingersi inoltre verso il mare, che raggiungevano all'altezza di Penne e del fiume Saline.

#### L'opinione moderna sulle origini
L'idea di una migrazione di un popolo di nome Vestini in Abruzzo non è più accettata. Oggi sappiamo che il processo di definizione della etnicità è molto più complicato e spesso non visibile né attraverso le fonti storiche né nelle testimonianze archeologiche. Archeologicamente, a partire dal V secolo a.C., si manifesta una certa uniformità nei riti funebri tra il territorio centro-appenninico e la zona adriatica. Tuttavia prima del IV secolo a.C. non esistono fonti storiche che permettono di identificare i popoli protostorici nell'Abruzzo nord-ovest come Vestini. Per non abbandonare completamente il concetto di ethnos si usa oggi a volte il non meno problematico nome "Proto-Vestini".
(cfr. D'Ercole 1999; Tagliamonte 2008)

#### Il territorio
Il territorio dei Vestini risultava diviso in due nuclei geograficamente distinti e separati dalla catena montuosa del Gran Sasso: quello dei Vestini Cismontani, che comprendeva i territori dell'Altopiano di Navelli, della Valle del Tirino e parte della Conca aquilana, era separato dal territorio dei Peligni dai monti Sirente e Ocre e da quello dei Sabini dai monti di Bagno, mentre quello dei Vestini Transmontani, che comprendeva gran parte della provincia di Pescara (tranne i territori a sud dell'omonimo fiume).
- nel territorio dei Vestini Transmontani, ancora noto come area Vestina, erano situate Pinna (l'attuale Penne), la capitale dei Vestini adriatici, nonché Cutina e Cingilia (ricollegabili all'attuale territorio di  Catignano  e Civitella Casanova come emerge dalle fonti dello storico Tito Livio). Maggiori dubbi sussistono invece in ordine all'origine vestina di Angulum, che dovrebbe corrispondere alle odierne Città Sant'Angelo o Spoltore, mentre è certo il controllo dei Vestini sul porto di Pescara, anticamente Aternum.
- nel territorio dei Vestini Cismontani erano presenti Aufinum (situata in prossimità del comune di Capestrano), Aveia (Fossa), Peltuinum (Prata d'Ansidonia) e Prifernum (Forno di Assergi, frazione dell'Aquila).
In età più tarda, quando erano ormai soggetti alla dominazione romana, i Vestini erano elencati da Plinio il Vecchio tra le popolazioni della Regio IV Samnium.

### I rapporti con Roma

#### IV secolo a.C.
I Vestini, insieme ai Marsi, ai Marrucini e ai Peligni, presero parte a una confederazione contro cui i Romani entrarono in conflitto durante la Seconda guerra sannitica, nel 325 a.C. Proprio l'alleanza dei Vestini con i Sanniti indusse i consoli romani Decimo Giunio Bruto Sceva e Lucio Furio Camillo a porre al Senato all'ordine del giorno la questione di una spedizione puntiva contro di loro. Secondo Tito Livio si trattò di una mossa audace, poiché fino a quel momento i Vestini non avevano minacciato direttamente la Repubblica e anzi una campagna contro di loro avrebbe potuto indurre a una sollevazione; inoltre, un attacco ai Vestini avrebbe probabilmente comportato l'accorrere in loro aiuto dei vicini Marsi, Marrucini e Peligni, una concentrazione di forze pari a quella degli stessi Sanniti. Roma si risolse comunque ad agire e incaricò della spedizione Bruto, che devastò le campagne degli Italici per costringerli a scendere in battaglia in campo aperto; lo scontro fu sanguinoso e anche l'esercito romano subì gravi perdite, ma i nemici furono costretti ad abbandonare i loro accampamenti e a trincerarsi nelle loro cittadelle. Bruto assediò allora prima Cutina, che espugnò grazie all'uso di scale, poi Cingilia (Civitella Casanova). Cadde anch'essa, e il bottino fu distribuito fra i soldati romani. La facilità con la quale un solo troncone dell'esercito romano (l'altro, affidato a Lucio Furio, era stato inviato contro i Sanniti) sbaragliò i Vestini mostra come la loro fama di grandi combattenti fosse in realtà sproporzionata alla reale efficacia bellica del popolo.
Nel 304 a.C., dopo la grave disfatta subita dagli Equi per opera dei Romani guidati dai consoli Publio Sempronio Sofo e Publio Sulpicio Saverrione, i vicini dei Vestini - Marsi, Peligni, Marrucini e Frentani, inviarono ambasciatori a Roma per chiedere un'alleanza, che fu loro concessa attraverso un trattato. Con i Vestini invece l'accordo fu siglato soltanto due anni dopo, nel 302 a.C.., a riprova della loro peculiare ostilità nei confronti di Roma.

#### III secolo a.C.
La romanizzazione dei Vestini fu graduale. Dopo il trattato del 302 a.C., le loro città di Aveia e Peltuinum furono semplicemente annesse alla Repubblica romana.
Combatterono poi al fianco di Roma alla Seconda guerra punica partecipando nel 225 a.C. a un contingente di cavalleria di quattromila armati insieme a Marrucini, Frentani e Marsi.

#### II-I secolo a.C.
Nel 168 a.C. una coorte di Vestini combatté all'ala destra dell'esercito romano nella battaglia di Pidna, che si risolse nella disfatta dell'esercito macedone del re Perseo.
Agli inizi del I secolo a.C., i Vestini presero parte alla vasta coalizione di popoli italici che scatenò la Guerra sociale per ottenere la concessione della cittadinanza romana più volte negata (91–88 a.C.). L'esercito italico, ripartito in due tronconi – uno sabellico guidato dal marso Quinto Poppedio Silone, l'altro sannitico affidato a Gaio Papio Mutilo – contava contingenti di numerosi popoli; quello vestino era guidato da Gaio Pontidio. Poppedio, alla testa di Marsi e Vestini, tese un'imboscata vincente nella quale cadde il romano Quinto Servilio Cepione il Giovane (90 a.C.), ma infine i Vestini vennero battuti separatamente da Gneo Pompeo Strabone, nel quadro della generale vittoria di Roma sui socii ribelli, culminata con la presa di Ascoli da parte di Pompeo.
Dopo la Guerra sociale la Lex Julia de civitate, che concedeva la cittadinanza romana a tutti gli Italici rimasti fedeli a Roma, fu progressivamente estesa anche ai popoli ribelli, tra i quali i Vestini. I loro territori furono intensamente colonizzati, soprattutto nell'epoca di Silla; a partire da allora la romanizzazione degli Italici si avviò rapidamente a compimento, come attesta la rapida scomparsa delle loro lingue, sostituite dal latino.

## Società
I centri vestini avevano un'organizzazione molto rigida: i centri maggiori venivano chiamati dalle fonti in lingua latina pagus, mentre i centri di minore importanza erano chiamati vicus se erano di campagna, castellum se erano di montagna.

## Economia
I Vestini divennero famosi per la loro abilità nel combattimento; nelle epoche successive, infatti, prestarono la loro opera di guerrieri anche a pagamento. Popolo aperto e sempre a contatto con altre popolazioni, basava la propria economia sulla pastorizia, sull'agricoltura e sul commercio. Coniarono monete proprie, del tipo aes grave, contrassegnate con le tre lettere VES.

## Lingua
Il vestino è documentato da appena due iscrizioni, una delle quali si trova sul Guerriero di Capestrano. A causa di tale esiguità di testimonianze, non è stato possibile accertare se fosse più vicino all'osco, come il marrucino e il peligno, o all'umbro, come il marso e il volsco, ma soltanto la sua indubbia appartenenza alla famiglia osco-umbra.

### Fonti primarie
- Appiano Alessandrino, Storia romana
- Tito Livio, Ab Urbe condita libri
- Plinio il Vecchio, Naturalis Historia
- Polibio, Storie

### Letteratura storiografica
- Giacomo Devoto, Gli antichi Italici, 2ª ed., Firenze, Vallecchi, 1951.
- Giuseppe Micali, Storia degli antichi popoli italiani, 2ª ed., Milano, 1836.
- Francisco Villar, Gli Indoeuropei e le origini dell'Europa, Bologna, Il Mulino, 1997, ISBN 88-15-05708-0.

### Letteratura archeologica
- Vincenzo D'Ercole, L'età del Ferro in Abruzzo. In: Piceni. Popolo d'Europa. catalogo della mostra Francoforte 1999 pp. 56-58.
- Gianluca Tagliamonte, Ricerche di Archeologia medio-adriatica. I. Le necropoli: contesti e materiali (Galatina 2008).
- (EN) Barclay Vincent Head, Vestini, in Historia Numorum: a Manual of Greek Numismatics, 2ª ed., Londra, Oxford, 1911  [1887],  pp.24.

### Contesto storico generale
- Osco-umbri
  - Marsi
  - Marrucini
  - Peligni
- Lingue osco-umbre
  - Dialetto vestino
- Monetazione dei Vestini

### Rapporti con Roma
- Guerra sociale
- Guerre sannitiche
- Regio IV Samnium